# SS El Faro
SS El Faro – zwodowany w 1975 statek typu con-ro, który płynąc pod banderą amerykańską zaginął 1 października 2015 podczas huraganu Joaquin w okolicy Bahamów wraz ze wszystkimi 33 członkami załogi (wśród których było 5 Polaków). Załoga zdołała powiadomić o nabraniu wody i opanowaniu przez nią przecieku, przechyle i zatrzymaniu silnika jednostki. Nie udało się ponownie nawiązać kontaktu, akcja ratunkowa w warunkach huraganu nie przyniosła żadnych efektów. Po kilku dniach odnaleziono uszkodzone łodzie i tratwy ratunkowe z El Faro oraz ciało jednego z członków załogi. 7 października straż przybrzeżna zaniechała poszukiwań rozbitków. 
31 października USNS Apache odnalazł wrak El Faro. Kadłub znajduje się na głębokości 4500 m.